# Lo que andábamos buscando
Lo que andábamos buscando es el segundo álbum de la banda de rock mexicana Elefante. Fue el segundo y último trabajo grabado con Reyli Barba, antes de su salida en 2003.
Las canciones más destacadas de este trabajo fueron "El Abandonao", "La Condena" y "Sabor a Chocolate". Esta última formó parte de la banda sonora de la película Amar te duele, protagonizada por Luis Fernando Peña y Martha Higareda.

## Lista de canciones
| Lo que andábamos buscando |                                     |                                     |          |  |
| N.º                       | Título                              | Escritor(es)                        | Duración |  |
| 1.                        | «La Limpia»                         | Rafael López Arellano · Reyli Barba | 3:38     |  |
| 2.                        | «El Abandonao»                      | Rafael López Arellano · Reyli Barba | 3:35     |  |
| 3.                        | «Aguacero» (ft. Cristina Narea)     | Reyli Barba · Cristina Narea        | 4:16     |  |
| 4.                        | «La Historia Sin Fin»               | Rafael López Arellano · Reyli Barba | 4:16     |  |
| 5.                        | «Lo que Andábamos Buscando»         | Reyli Barba                         | 3:40     |  |
| 6.                        | «Adonde Vayas»                      | Rafael López Arellano · Reyli Barba | 4:53     |  |
| 7.                        | «La Condena»                        | Rafael López Arellano · Reyli Barba | 4:40     |  |
| 8.                        | «Yo Soy Igual que Tú»               | Reyli Barba                         | 4:40     |  |
| 9.                        | «Puertas Abiertas»                  | Rafael López Arellano · Reyli Barba | 3:59     |  |
| 10.                       | «La Batalla»                        | Rafael López Arellano · Reyli Barba | 4:20     |  |
| 11.                       | «Nada es Para Siempre»              | Reyli Barba                         | 3:57     |  |
| 12.                       | «Sabor a Chocolate»                 | Reyli Barba                         | 3:50     |  |
| 13.                       | «Ladrón de Corazones» (Bonus Track) |                                     | 4:21     |  |

## Personal
- Reyli Barba - Vocales, coros, líricas, arreglos, guitarra acústica
- Rafael López Arellano - Guitarra eléctrica, arreglos
- Flavio López Arellano "Ahis" - Guitarra acústica, arreglos
- Luis Portela "Gordito Tracks"- Bajo, teclados, arreglos
- Iván Antonio Suárez "Iguana"- Batería, arreglos

Músicos invitados
- Cristina Narea – Segunda voz en “Aguacero”